# Тимарх (тиран Милета)
Тимарх (др.-греч. Τίμαρχος) — тиран Милета, правивший, видимо, в 259—258 годах до н. э.
Тимарх был родом из Этолии. По замечанию Г. Берве, в 259 году до н. э. Птолемей Эпигон, выступив против правителя Египта Птолемея II Филадельфа, захватил Эфес и обратился за помощью к Тимарху. Тот, по свидетельству Полиэна, высадившись на побережье, сжёг корабли, чтобы не оставить своим солдатам возможности отступить. Поставленный Филадельфом комендант Милета Хармад погиб от руки Тимарха. Надев его одежду, как указал Фронтин, Тимарх при помощи хитрости смог захватить Милет, в котором и правил около двух лет. О подробностях этого правления ничего не известно. В следующем году Тимарх был свергнут селевкидским царём Антиохом II, вернувшим Милету прежнюю форму правления. За это благодарные милетяне, по словам Аппиана, нарекли Антиоха торжественным прозвищем «Теос» (др.-греч. Θεός  — «Бог»).